# Samechov
Samechov je vesnice, část obce Chocerady v okrese Benešov. Nachází se 3 km na východ od Chocerad. V roce 2009 zde bylo evidováno 237 adres. Je vymezena katastrálním územím Samechov o rozloze 4,14 km².
Vesnice Samechov se nachází v kopci nad řekou Sázavou na levém břehu. K místní části Samechov patří též základní sídelní jednotka Samechov-u nádraží na břehu Sázavy na pravé straně ústí Vodslivského podotka, v okolí železničního nádraží Samechov. Na webu obce Chocerady se tyto části označují jako horní a dolní Samechov. Na území obce se nachází též několik chatových osad a zástavba v okolí železniční zastávky Stříbrná Skalice.
Samotnou vesnici tvoří několik statků, chalup a chat. Nachází se zde požární rybník, hasičská zbrojnice, malá kaplička se zvonem a boží muka. Dále také jedno roubené stavení. Vesnice je nepravidelná, náves podlouhlá, prostoupená řadou stromů, hlavně lip. V okolí vrcholové pláně (nejvyšší bod 411 m n. m.) nad vesnicí (jižně a západně od vesnice) se nacházejí pole. Na jihu a na západě je Samechov ohraničen Vodslivským potokem, na severu Sázavou, z východní strany je do něj vklíněno sousední katastrální území Dojetřice města Sázava. K Samechovu patří stráň na levém břehu Sázavy až téměř k železniční zastávce Plužiny. Část této stráně na úbočí Spáleného vrchu je chráněna jako národní přírodní rezervace Ve Studeném; v jejím severním rohu se před ústím do Sázavy nachází na místním potůčku Samechovský vodopád. Jihovýchodní výběžek katastrálního území tvoří pravá stráň údolí Vodslivského potoka až k místům naproti kopci Bílč. U okraje lesa na této stráni se nachází samota Vestec (ev. č. 74).

## Historie
První písemná zmínka o vesnici pochází z roku 1436.

## Doprava
Dolní částí katastrálního území prochází po levém břehu Sázavy železniční trať Čerčany – Světlá nad Sázavou a na území Samechova má stanici Samechov a zastávku Stříbrná Skalice.
Obě části vsi leží při silnici III/11321, která vede z Chocerad podél železniční trati a z osady Růženín vystupuje do Samechova, kde končí. Po této silnici jezdí autobusová linka PID 465 Chocerady – Samechov, kterou obsluhují tři páry školních spojů a která v Choceradech navazuje na linku 383 z Prahy. V horní části Samechova má konečnou zastávku „Chocerady, Samechov“; u nádraží Samechov zastávku nemá, zastavuje jen na sídlišti v sousedním Růženíně. Ze Samechova vede zpevněná místní komunikace k železniční zastávce Stříbrná Skalice, ležící v katastrálním území Samechov (je vzdálena 1 kilometr cesty), od níž vede most směrem ke Stříbrné Skalici.